# Bergaliszki
Bergaliszki − dawniej folwark, obecnie cześć Ordaszy na Białorusi, w obwodzie grodzieńskim, w rejonie smorgońskim, w sielsowiecie Krewo.

## Historia
W czasach zaborów folwark w gminie Krewo, w powiecie oszmiańskim, w guberni wileńskiej Imperium Rosyjskiego. W 1905 roku liczył 10 mieszkańców, 126 dziesięcin, należał do Achmatowiczów.
W latach 1921–1945 folwark leżał w Polsce, w województwie wileńskim, w powiecie oszmiańskim, w gminie Krewo.
W 1931 wieś w 3 domach zamieszkiwało 25 osób.
Wierni należeli do parafii rzymskokatolickiej w Krewie. Miejscowość podlegała pod Sąd Grodzki w Smorgoniach i Okręgowy w Wilnie; właściwy urząd pocztowy mieścił się w Krewie.

## Urodzeni w Bergaliszkach
- Aleksander Achmatowicz − polski prawnik, polityk, senator II RP, minister sprawiedliwości Krymskiej Republiki Ludowej i Litwy Środkowej[4].
- Osman Achmatowicz – polski chemik, wykładowca Uniwersytetu Warszawskiego, rektor Politechniki Łódzkiej, uczestnik wojny polsko-bolszewickiej[5][6].